# 아르헨티나령 남극
아르헨티나령 남극(스페인어: Antártida Argentina)는 아르헨티나가 영유권을 주장하는 남극의 한 부분이다. 남극 반도와 남극점을 잇는 삼각형 부분으로 구성되어 있는 아르헨티나령 남극 지역은 서경 25도선과 서경 74도선, 남위 60도선을 경계로 한다. 행정 구역상, 아르헨티나령 남극은 티에라델푸에고주에 속하는 군(스페인어: departamento)이다. 우수아이아에 있는 주 당국과 주지사는 1년에 한 번 남극 지역의 대표자를 지명한다. 20세기 초창기에 아르헨티나의 대륙 탐험이 시작되었다. 1901년 호세 마리아 소브랄이 아르헨티나 사람으로는 처음으로 남극에 발을 디뎠고, 그 곳에서 오토 노르덴셸드의 스웨덴 남극 탐험대와 함께 두 계절을 보냈다. 얼마 지나지 않아, 1904년 오르카다스 기지는 완벽히 사용할 준비가 갖춰졌다. 첫 번째 남극 탐험으로 남극점에 이른 이들은 1965년의 오페라시온 90(Operación 90)이다.

## 같이 보기
- 오스트레일리아령 남극 지역
- 로스 속령